# واحد آنزیمی
واحد آنزیمی یا واحد جهانی آنزیم (نماد U، گاهی اوقات نیز IU) واحدی از فعالیت کاتالیزوری آنزیم است.
1 U (میکرومول در دقیقه) به عنوان آنزیمی تعریف می‌شود که تبدیل یک میکرو مول بستر را در هر دقیقه تحت شرایط مشخص روش سنجش کاتالیز می‌کند.
شرایط تعیین شده معمولاً شرایط بهینه ای خواهد بود که شامل درجه حرارت، pH و غلظت بستر باشد، که حداکثر سرعت تبدیل بستر را برای آنزیم خاص ایجاد می‌کند. در بعضی از روش‌های سنجش، فرد معمولاً دمای ۲۵ درجه سانتیگراد را در نظر می‌گیرد.
واحد آنزیمی توسط اتحادیه جهانی بیوشیمی در سال ۱۹۶۴ به تصویب رسید. از آنجا که دقیقه یک واحد پایه SI از زمان نیست، واحد آنزیمی به نفع کاتال، واحدی که توسط کنفرانس عمومی وزن و اندازه‌گیری در سال ۱۹۷۸ توصیه شده و رسماً در سال ۱۹۹۹ تصویب شد، ناکارامد می‌شود.
یک کاتال فعالیت آنزیمی است که یک مول سوبسترا را در هر ثانیه تحت شرایط سنجش مشخص تبدیل می‌کند
1 U = 1 μmol/min = 1/60 μmol/s ≈ 16.67 nmol/s;
16.67 nkat = 16.67 nmol/s;
Therefore, 1 U = 16.67 nkat
مفهوم واحد آنزیمی نباید با مفهوم واحد بین‌المللی (IU) اشتباه گرفته شود. اگرچه این درست است که 1 U = 1 IU (زیرا، برای بسیاری از آنزیم‌ها، U موجود به عنوان IU بعدی ثبت شده‌است)، واحدهای جهانی را می‌توان برای فعالیت بیولوژیکی بسیاری از انواع دیگر مواد به غیر از آنزیم‌ها تعریف کرد (به عنوان مثال، ویتامین‌ها و هورمون‌ها).